# Idaea eburnata
Idaea eburnata är en fjärilsart som beskrevs av Maximilian Ferdinand Wocke 1850. Idaea eburnata ingår i släktet Idaea och familjen mätare. Inga underarter finns listade i Catalogue of Life.